# Jones Moura
Jones Barbosa de Moura (Nova Iguaçu, 16 de junho de 1974) é um agente licenciado da Guarda Municipal do Rio de Janeiro e político brasileiro. Filiado ao Partido Social Democrático (PSD).

## Biografia
Jones Moura nasceu em 1974. Viveu com sua família em Mesquita, que na época era parte de Nova Iguaçu. É membro da Igreja Assembleia de Deus Ministério A Sombra do Onipotente.
Em 1993, foi eleito presidente do grêmio estudantil do Instituto de Educação Rangel Pestana, escola situada no Centro de Nova Iguaçu.
Em 1996, prestou concurso público, sendo aprovado para a guarda municipal da capital do estado. No fim de 2012, foi um dos fundadores da Frente Manifestante, formada por integrantes da GM-RIO, insatisfeitos com o sindicato da categoria, e que protestaram por direitos trabalhistas. Este movimento ajudou a gerar a greve dos guardas municipais em 10 de fevereiro de 2014.
Em 2016, tornou-se o primeiro guarda municipal a ser eleito vereador do Rio de Janeiro para a legislatura 2017-2020.
Em 2018, foi candidato a deputado federal para a 56.ª legislatura (2019 - 2023), obtendo a segunda suplência. Foi reeleito vereador em 2020 para a legislatura 2021-2024. Como Alexandre Serfiotis se elegeu prefeito de Porto Real no mesmo ano e renunciou ao mandato de deputado, Jones Moura subiu para a primeira suplência. Após a cassação do mandato de Flordelis, Jones Moura ainda permaneceu por algumas semanas como vereador, tentando aprovar o armamento da Guarda Municipal. Assumiu o mandato na Câmara dos Deputados em 15 de setembro de 2021, sendo o primeiro guarda municipal na história do país a se tornar deputado federal.